# Sleeping Beauty (2011)
Sleeping Beauty ist ein australisches Filmdrama von Julia Leigh aus dem Jahr 2011.

## Handlung
Die Studentin Lucy hält sich mit verschiedenen Nebenjobs mehr schlecht als recht über Wasser. So nimmt sie an Laborversuchen teil, arbeitet als Kellnerin, Bürogehilfin und Prostituierte. Ihr Leben ist von Gleichgültigkeit, Perspektivlosigkeit sowie emotionaler Abgestumpftheit gezeichnet. Nur gegenüber ihrem einzigen Freund, dem zurückhaltenden Birdmann, kann sie sich ein wenig öffnen. Über eine Zeitungsanzeige gerät sie an einen geheimnisvollen, exklusiven Club, in dem Frauen in Dessous ältere, dekadente Herrschaften bei Dinnerpartys bedienen. Von reicher Entlohnung und Neugier gelockt, sagt sie zu. Clara, die Chefin des Clubs, ist von Lucy angetan und bringt sie dazu, noch weiter zu gehen.
Betäubt von einer Droge, überlässt Lucy ihren wehrlosen Körper den sexuellen Phantasien einzelner Clubmitglieder, denen absolute Diskretion zugesichert wird. Die einzige Auflage ist, dass es nicht zum Geschlechtsverkehr kommt. Bald schon quält Lucy die Frage, was wohl während ihrer Bewusstlosigkeit mit ihr geschieht. Mit einer Minikamera zeichnet sie heimlich eine der Sitzungen auf, doch in dieser bleibt sie unangetastet. Ein lebensmüder Mann hat sich von Clara durch eine Überdosis des Schlafmittels vergiften lassen und ist im Bett neben Lucy liegend gestorben. Als Clara Lucy aus einer tiefen Ohnmacht herausholt, bemerkt sie den Toten neben sich, schreit ihr Entsetzen und ihre Trauer heraus und erwacht somit im mehrdeutigen Sinne.

## Hintergrund
Der Titel des Films ist der englische Name des Märchens Dornröschen der Brüder Grimm.
Ähnliche Motive wie in Sleeping Beauty gab es bereits im Roman Erinnerung an meine traurigen Huren von Gabriel García Márquez, im Buch Die schlafenden Schönen von Yasunari Kawabata und in dessen Verfilmung Das Haus der schlafenden Schönen durch Vadim Glowna. Das Drehbuch der australischen Schriftstellerin und Drehbuchautorin Julia Leigh schaffte es 2008 auf die sogenannte Black List des damals führenden Universal-Produzenten Franklin Leonard; eine Liste mit bisher noch nicht verfilmten Lieblingsdrehbüchern von rund 250 Executive Producern aus der Filmindustrie. Mit der Hilfe von Jane Campion gelang schließlich die Realisierung des Projekts. Sleeping Beauty feierte am 11. Mai 2011 beim Filmfestival von Cannes als offizieller Teilnehmer des Wettbewerbs Premiere. In Deutschland war er am 5. Oktober desselben Jahres auf dem Filmfest Hamburg erstmals zu sehen.

## Kritiken

### Argumente
Den deutschsprachigen Kritikern fiel die „verstörende Passivität“ der Hauptfigur Lucy auf, ihr „selbstzerstörerisches Lebenskonzept“. Alles scheine an ihr abzuprallen, und sie halte die Wange hin: „Schlagt ruhig härter. Ich halte das aus.“ Nicht zufällig sei Jane Campion bei der Produktion behilflich gewesen, denn diese habe wiederholt Frauenfiguren porträtiert, „die in einer rückhaltlosen Unterwerfung ihre Erfüllung suchen.“
Begeistert zeigte sich Carsten Baumgardt auf Filmstarts: „Julia Leigh legt mit ihrem ‚Sleeping Beauty‘ das aufregendste Debüt der jüngeren Zeit hin und schuf ein atmosphärisches Meisterwerk, das auf faszinierende Weise verstört – ein schockierend schöner Film und eine echte Cannes-Entdeckung: düster, komplex, mutig und unwiderstehlich.“ Die Cinema war gefesselt von der Erzählung durch „Andeutungen und unheilvolle Zwischentöne“. In der DVD-Kritik der Frankfurter Rundschau wurde die Vereinigung von Leere und Dekadenz angesprochen, „als wären Michelangelo Antonioni und Gustav Klimt zurückgekommen, um gemeinsam das definitive Porträt unserer Zeit zu schaffen.“ Mit „erlesenen Kompositionen“ bestückt und „elegant inszeniert“ fand Der Tagesspiegel den Film, aber er begnüge sich „mit der sorgsamen Auspinselung eines Settings, das sich zwischen Die Marquise von O. und Die Geschichte der O nicht recht entscheidet. Was von Reiz ist, wenn auch von zweifelhaftem.“ Julia Leigh erzähle „mit einer verblüffenden Passivität“, meinte Die Welt, das Ergebnis sei „interessant anzusehen, aber letztlich zu brav“.
Susan Vahabzadeh von der Süddeutschen Zeitung hielt das Werk für „eher spekulativ, ein wenig voyeuristisch und unausgegoren.“ Der Cannes-Bericht der Frankfurter Rundschau sah in den Zitaten aus Ingeborg Bachmanns Das dreißigste Jahr den Film einen Anspruch erheben, den er nicht annähernd einlöse. „Zu steril sind diese Bilder, zu achtlos schwelgen sie im Überschuss der schönen Nacktheit.“ Ähnlich sprach der Tages-Anzeiger von einer „sterilen Erniedrigungspoesie, in der man bald nur noch den Willen zur Kunst raunen hört“.
Das Lexikon des internationalen Films schreibt: „Das überzeugende Regiedebüt folgt in Ausstattung und Gestaltung seinem märchenhaften Titel, erzählt hinter den glatten Kulissen aber die Geschichte eines Albtraums.“

### Kritikenspiegel
Eher positiv
- Cinema, Nr. 3, S. 102, DVD-Kritik von Philipp Schulze[12]
- Frankfurter Rundschau, 16. März 2012, S. 38, DVD-Kritik von Sascha Westphal: Was fehlt

Gemischt
- Der Tagesspiegel, 14. Mai 2011, S. 26, Cannes-Bericht von Jan Schulz-Ojala: Glaub an dich!
- Die Welt, 13. Mai 2011, S. 28, Cannes-Bericht von Hanns-Georg Rodek: Albtraum Kind

Eher negativ
- Frankfurter Rundschau, 13. Mai 2011, S. 36, Cannes-Bericht von Daniel Kothenschulte: Das so fremde eigene Leben
- Süddeutsche Zeitung, 13. Mai 2011, S. 15, Cannes-Bericht von Susan Vahabzadeh: Evolution und Erlösung
- Tages-Anzeiger, 14. Mai 2011, S. 35, Cannes-Bericht von Florian Keller: Mein Sohn, der Amokläufer